# پائولینا والنجیاک
پائولینا والنجیاک (لهستانی: Paulina Walendziak؛ زادهٔ ۸ ژوئیه ۱۹۹۴) بازیگر اهل لهستان است.
از فیلم‌ها یا مجموعه‌های تلویزیونی که وی در آن‌ها نقش داشته است، می‌توان به بلفر ۲، عناصر ساشا – آتش، مرگ کم‌اهمیت، اوشیتسکا و کارگزار من اشاره نمود.